# Lina Sandell-Berg

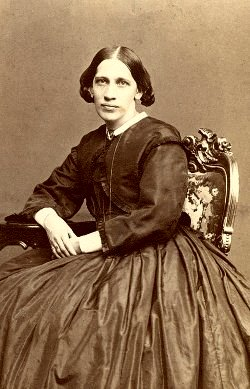
Lina Sandell-Berg

Carolina (Lina) Vilhelmina Berg, geborene Sandell (* 3. Oktober 1832 in Fröderyd (heute Teil der Gemeinde Vetlanda), Småland; † 26. Juli 1903 in Stockholm) war eine schwedische Dichterin. Sie gilt als eine der herausragenden Vertreterinnen der schwedischen Erweckungsbewegung, wurde mit ihren religiösen Liedern aber auch darüber hinaus im schwedischen Sprachraum populär.

## Leben und Werk

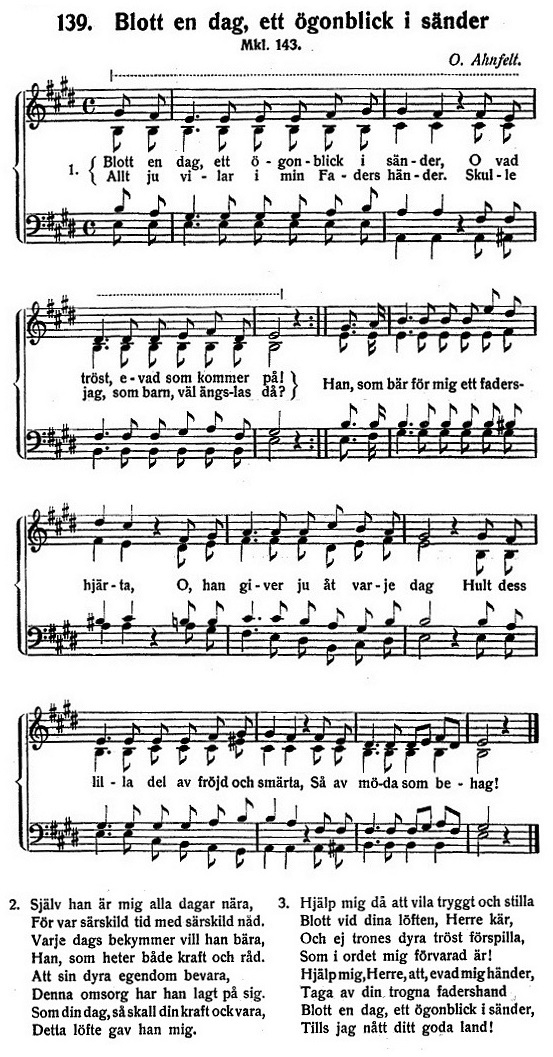
Blott en dag, ett ögonblick i sänder, aus Svensk söndagsskolsångbok för hem, skolor och barngudstjänster, 1929

Lina Sandell wurde von ihrem Vater, dem Pfarrer Jonas Sandell (1790–1858), zuhause unterrichtet und empfing schon als Jugendliche intensive Eindrücke durch Literaten und Vertreter der Erweckungsbewegung wie Esaias Tegnér, Peter Wieselgren, Carl Olof Rosenius, Peter Fjellstedt und Waldemar Rudin, die im Haus des Vaters verkehrten. Schon früh verfasste sie geistliche Dichtungen. Ihre erste veröffentlichte Gedichtsammlung Andeliga Vårblommor erschien 1853. Viele Gedichte und Lieder wurden in der von der Evangeliska Fosterlandsstiftelsen herausgegebenen Zeitschrift Budbäraren veröffentlicht und durch die Vertonungen des Sängers und Komponisten Oscar Ahnfelt populär. Nachdem 1858 ihr Vater (bei einem Schiffsunglück auf dem Vätternsee) und 1860 ihre Mutter gestorben waren, lebte sie überwiegend in Stockholm und arbeitete für die Evangeliska Fosterlandsstiftelsen. 1867 heiratete sie den Kaufmann und späteren Reichstagsabgeordneten Carl Oscar Berg, in dessen Buchverlag sie als Redakteurin arbeitete. Sie verfasste neben Gedichten nun auch Texte für den Gebrauch in Sonntagsschulen und Erzählungen, meist für Jugendliche, und übersetzte erbauliche Bücher aus dem Englischen, unter anderem von Charlotte Maria Tucker (1821–1893). Ab 1866 war sie Redakteurin des Kalenders Korsblomman, ab 1889 der Zeitschrift Barnens vän.
Sie schrieb insgesamt über 1700 Texte. Mit 15 Liedern, darunter die besonders populären Tryggare kan ingen vara, Blott en dag, Bred dina vida vingar und Tillkomme ditt rike, ist sie im aktuellen Gesangbuch der Schwedischen Kirche von 1986 vertreten. Einige Lieder wurden ins Deutsche, Finnische und Dänische übersetzt.
Lina Sandell Berg starb 1903. Auf dem Grabstein des Friedhofs in Solna stehen ihre eigenen Worte: »Tryggare kan ingen vara än Guds lilla barnaskara«.

## Rezeption und Würdigungen

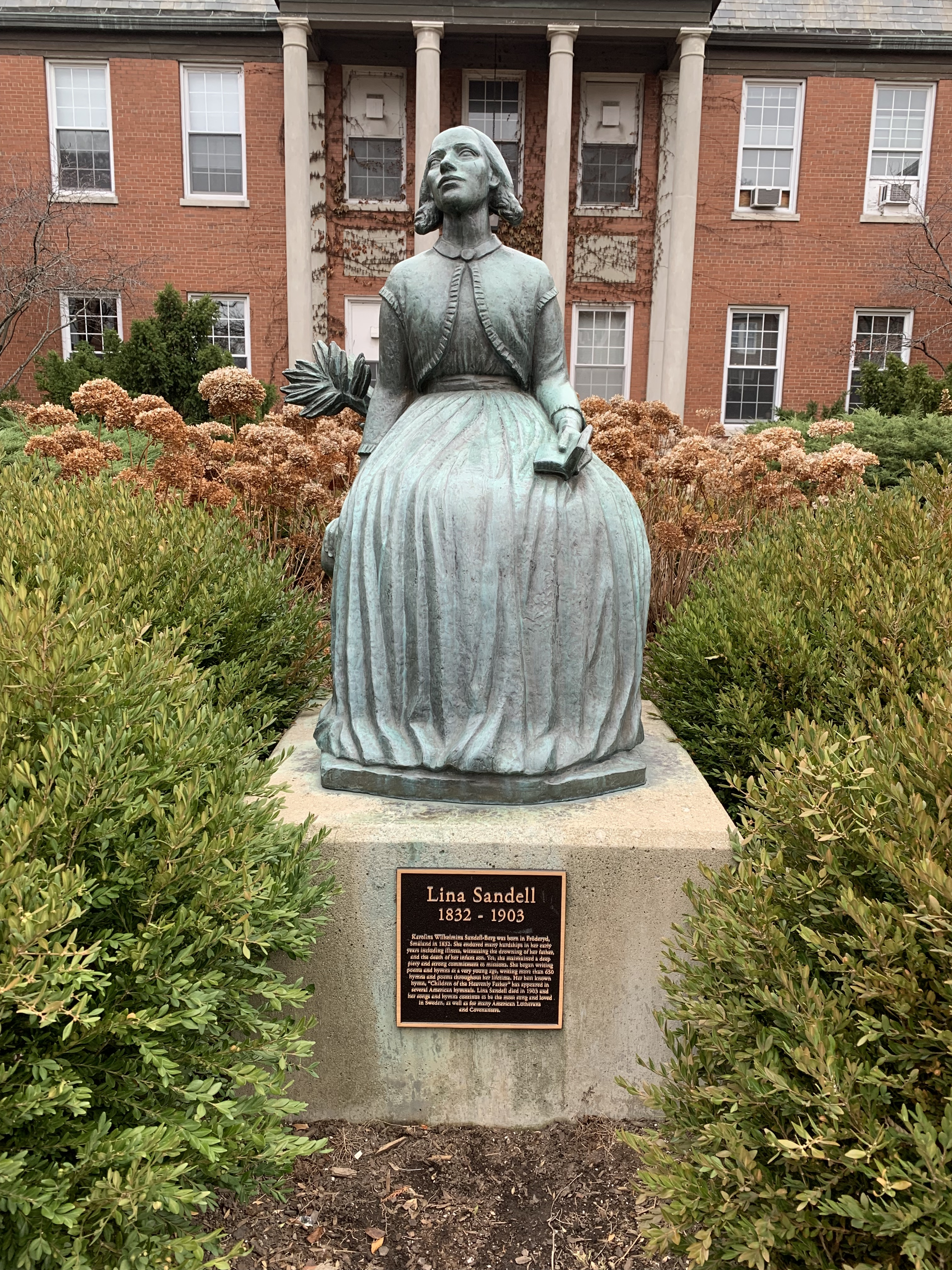
Statue vor der North Park University

In Sandells Geburtshaus (Fröderyds prästgård) befindet sich heute ein kleines Museum (Lina Sandell-gården); im Garten steht eine von Axel Wallenberg geschaffene Statue, die Sandell zeigt. Auch auf dem Campus der North Park University in Chicago wurde 1976 eine Statue von ihr aufgestellt.
Die norwegische Plattengesellschaft Kirkelig Kulturverksted gab 1998 das Album Blott en dag heraus, auf dem die Sängerin Carola Maria Häggkvist Lieder von Sandell singt.

## Schriften (Auswahl)
- Berättelser för söndagsskolan (1870–1874)
- Samlade sånger (2 Bände, 1882–1885)